# Otto von Littrow

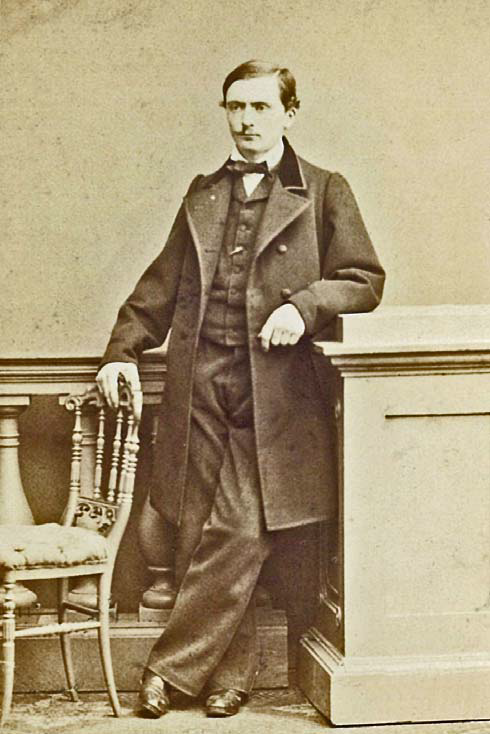
Otto von Littrow ca. 1863

Otto von Littrow (* 14. Februar 1843 in Wien; † 7. November 1864 ebenda) war ein österreichischer Physiker und Astronom.
Er war der Sohn des Astronomen Karl Ludwig von Littrow (1811–1877), der wie sein Vater Joseph Johann von Littrow Direktor der Wiener Sternwarte war. Littrow studierte bei Hermann von Helmholtz und Gustav Robert Kirchhoff an der Universität Heidelberg. Obwohl er schon mit 21 Jahren kurz nach seiner Promotion an Typhus starb, machte er sich einen Namen mit Spektralapparaten (Littrow-Spektrometer) und Heliostaten.